# 애국연합 (불가리아)
애국연합(불가리아어: Обединени Патриоти)은 2016년 불가리아에서 만들어진 불가리아 민족주의 정당이다. 현재 지도자는 크라시미르 카라카차노프, 발레리 시메오노프이며, 2017년 총선거 결과, 불가리아 사회당에 이어 제3당이다.

## 주요 정당
- 구 애국전선
  - 내부 마케도니아 혁명 기구-불가리아 국민운동
  - 불가리아 구원 국민전선
- 아타카